# Агріган
Агріган — вулкан, що розташований на однойменному вулканічному острові, який належить до групи Маріанських островів, США.
Агріган — стратовулкан, заввишки 965 м, але якщо рахувати висоту з океанічного дна, то висота вулкана складе майже 5000 м. Вважається другим вулканом за величиною на Маріанських островах. Біля конуса вулкана розташувалася велика кальдера завглибшки 500 м. Діаметр кальдери складає 4000 м. Загальна площа вулкана складає 44 км. У минулому потоки лави спускалися до води. При виверженні вулкана у 1917 році утворилося 2 молоді конуси. У ґрунтах острова міститься близько 3 метрів попелу. Вулкан вкриває різноманітна рослинність, яка росте на ґрунтах застиглих пірокластичних потоків. Вулкан складається переважно з андезитів.
Єдине потужне виверження в історичний період відбулося 1917 року. Виверження йшло безпосередньо з конуса вулкана. Тоді було евакуйовано все населення невеликого села, яке знаходиться біля підніжжя вулкана. У серпня 1990 року відмітили підвищення фумарольної активності. Було евакуйовано 9 жителів острова. Дослідження у вересні того ж року показали, що виверження вулкана не відбудеться.

## Відео
- Кальдера вулкана Агриган на YouTube(англ.)